# 第49届格莱美奖
第49届颁奖典礼在2007年2月11日于美国洛杉矶的斯台普斯中心举行。

## 表演
開幕表演：
- 警察乐队 —- "Roxanne"

其他表演嘉賓：
- 玛丽·布莱姬 -- "Be Without You"/"Stay with Me"
- 克莉絲汀·阿奎萊拉 —- "It's a Man's Man's Man's World" (詹姆斯·布朗 tribute)
- 碧昂絲 —- "Listen"
- Smokey Robinson,克里斯·布朗及萊昂納爾·里奇 —- R&B 男歌手感謝辭
- 狄克西女子合唱團 —- "Not Ready To Make Nice"
- 賈斯汀·提姆布萊克 —- "What Goes Around.../...Comes Around Interlude"
- Ludacris, 玛丽·布莱姬及Earth, Wind & Fire —- "Runaway Love"
- 詹姆斯·布朗特 —- "You're Beautiful"
- Gnarls Barkley —- "Crazy"
- 约翰传奇，约翰·梅尔及 肯妮·貝兒 —- "Like a Star"/"Coming Home"/"Gravity"
- 呛辣红椒 —- "Snow ((Hey Oh))"
- 夏奇拉及Wyclef Jean —- "Hips Don't Lie"
- 賈斯汀·提姆布萊克，Robyn Troup,及T.I. —- "Ain't No Sunshine" and "My Love"
- 卡麗·安德伍 and Rascal Flatts —- 對鮑勃·威爾斯和Don Henley感謝辭

## 得奖者列表
- 年度最佳专辑
  - 狄克西女子合唱團《Taking the Long Way》

- 年度最佳唱片
  - 狄克西女子合唱團《Not Ready to Make Nice》

- 年度最佳歌曲
  - 狄克西女子合唱團《Not Ready to Make Nice》

- 年度最佳新人
  - 卡麗·安德伍（Carrie Underwood）

### 流行乐
- 最佳流行演唱专辑
  - 约翰·梅尔《Continuum》

- 最佳流行演唱男歌手
  - 约翰·梅尔

- 最佳流行演唱女歌手
  - 克莉絲汀·阿奎萊拉（Christina Aguilera）

- 最佳流行演唱双人组或团体
  - 黑眼豆豆（The Black Eyed Peas）

- 最佳流行合唱演出
  - 史提夫·汪達（Stevie Wonder）与Tony Bennett（Tony Bennett）《Bennett & Stevie Wonder》

### 舞曲
- 最佳舞曲录音
  - 賈斯汀·提姆布萊克（Justin Timberlake）與Timberland《SexyBack》

- 最佳电子乐曲或舞曲专辑
  - 麥當娜（Madonna）《Confessions on a Dance Floor》

### 摇滚
- 最佳摇滚专辑
  - 嗆辣紅椒（Red Hot Chili Peppers）《《Stadium Arcadium》

- 最佳摇滚歌曲
  - 嗆辣紅椒（Red Hot Chili Peppers）《Dani California》

- 最佳摇滚单人演唱
  - 卜·戴倫（Bob Dylan）

- 最佳摇滚双人或团体演唱
  - 嗆辣紅椒（Red Hot Chili Peppers）

- 最佳硬式摇滚演出
  - 狼母（Wolfmother）

- 最佳金属摇滚演出
  - Slayer

### 蓝调
- 最佳节奏蓝调专辑
  - 約翰傳奇（John Legend）《Get Lifted》

- 最佳现代节奏蓝调专辑
  - 玛丽·布莱姬《Be Without You》

- 最佳节奏蓝调歌曲
  - 玛丽·布莱姬，Johnta Austin，Bryan-Michael Cox和Jason Perry《Be Without You》

- 最佳节奏蓝调演唱男歌手
  - 約翰傳奇（John Legend）

- 最佳节奏蓝调演唱女歌手
  - 玛丽·布莱姬（玛丽·布莱姬）

- 最佳节奏蓝调双人或团体演唱
  - 史萊和史東家族合唱團（Sly & the Family Stone）与喬絲·史東（Joss Stone）,約翰傳奇（John Legend）和Van Hunt（Van Hunt）

- 最佳传统节奏蓝调歌唱演出
  - 喬治·班森& 艾爾·賈諾和Jill Scott

### 饶舌乐
- 最佳饶舌专辑
  - Ludacris（Ludacris）《Release Therapy》

- 最佳饶舌歌曲
  - Christopher Bridges和Pharrell Williams《Money Maker》

- 最佳饶舌单人演出
  - T.I.

- 最佳饶舌双人组或团体演出
  - 天生贏家（Chamillionaire）和Krayzie Bone

- 最佳饶舌合唱演出
  - T.I.与賈斯汀·提姆布萊克（Justin Timberlake）《My Love》

### 鄉村樂
- 最佳鄉村樂专辑
  - 狄克西女子合唱團《Taking the Long Way》

- 最佳鄉村樂歌曲
  - 卡麗·安德伍（Carrie Underwood）《Jesus, Take The Wheel》

- 最佳鄉村樂演唱男歌手
  - Vince Gill

- 最佳鄉村樂演唱女歌手
  - 卡麗·安德伍（Carrie Underwood）

- 最佳鄉村樂双人或团体演唱
  - 狄克西女子合唱團（Dixie Chicks）

- 最佳鄉村樂合唱演出
  - 邦喬飛（Bon Jovi）與Jennifer Nettles《Who Says You Can't Go Home》

## 资料来源
- 格莱美奖官方網站 （页面存档备份，存于）